# موکره (استان اشوی‌داشکسیه)
موکره (به لهستانی: Mokre) یک منطقهٔ مسکونی در لهستان است که در گمینا شدووو واقع شده‌است. موکره ۲۳۴ متر بالاتر از سطح دریا واقع شده‌است.